# Physiphora nasoni
Physiphora nasoni är en tvåvingeart som beskrevs av Cresson 1913. Physiphora nasoni ingår i släktet Physiphora och familjen fläckflugor. Inga underarter finns listade i Catalogue of Life.